# Ататюрк (язовир)
„Ататюрк“(на турски: Atatürk), първоначално „Карабаба“, е язовир в Турция на р. Ефрат, на границата между вилаетите Шанлъурфа и Адъяман в Югоизточен Анадол.
Построен е за производство на електричество и напояване на насажденията в района, наименуван е на Мустафа Кемал Ататюрк – основателя на Турската република.
Строежът започва през 1983 и завършва през 1990 г. Язовирът и водноелектрическата централа са въведени в експлоатация през 1992 г., управляват се от турска държавна компания. Езерото Ататюрк (на турски: Atatürk Baraj Gölü), образувано преди стената, е третото най-голямо в Турция.
Язовирната стена е разположена на 24 км северозападно от гр. Бозова, вилает Шанлъурфа. Тя е най-голямата от 22-те стени на реките Ефрат и Тигър, образуващи големия широкоспектърен проект Югоизточен Анадол, известен като GAP. Освен това стената на язовира е сред най-големите в света. На Ефрат има 4 други язовира, както и още 2 други в строеж.
Стената на язовир Ататюрк е 169 м висока и 1820 м дълга. Водноелектрическата централа има инсталиран капацитет от 2400 MW, генериращ 8900 GWh електричество годишно. Общата цена на проекта е около 1,25 млрд. щатски долара.